# Лихачёв, Алексей Ильич
 Алексей Ильич Лихачёв  (1894, Серпухов, Московская губерния — 5 января 1948, Чебоксары) — врач-фтизиатр, государственный деятель, участник Гражданской войны. Ректор Ростовского-на-Дону медицинского института (1930—1935). Министр здравоохранения Чувашской АССР (1946—1947).

## Биография
Родился 12 февраля 1894 года в городе Серпухове Московской губернии. В 1919 году окончил медицинский факультет Московского государственного университета. Был призван в армию, участвовал в Гражданской войне в России.
После демобилизации в разное время работал заведующим городским отделом здравоохранения в г. Уфа (1922—1925), заведующим Астраханским губернским отделом здравоохранения (1925—1928), заведующим Терским окружным отделом здравоохранения (1928—1930), директором Ростовского медицинского института (ныне Ростовский государственный медицинский университет) (1930—1935), заведующим Северо-Кавказским краевым отделом здравоохранения (1935-36), главным врачом Ростовской клинической больницы (1936—1941).
За годы работы директором Ростовского медицинского института в нём были созданы педиатрический и санитарно-гигиенический факультеты, Ростовская первая градская больница передала институту два лечебных корпуса, был создан новый учебно-научно-клинический комплекс.
В июне 1941 года был назначен наркомом здравоохранения Чувашской АССР. В годы Великой Отечественной войны работал начальником управления эвакуационных госпиталей Народного комиссариата здравоохранения Чувашской АССР.
В 1946—1947 годах занимал должность министра здравоохранения Чувашской АССР. За время работы в этой должности руководил обустройством сети лечебно-профилактических учреждений республики, её санитарно-эпидемиологическим состоянием, организацией работы эвакуационных госпиталей, организацией лечения раненых и больных на территории Чувашской республики.

## Награды и звания
- Заслуженный врач РСФСР (1947).
- Орден Ленина.
- Орден Трудового Красного Знамени.